# Coupe de France de football 1979-1980
Navigation
Coupe de France 1978-1979 Coupe de France 1980-1981
La Coupe de France de football 1979-1980 est la 63e édition de la Coupe de France.
Elle a vu l'AS Monaco FC l'emporter sur l'US Orléans en finale, le 7 juin 1980, sur le score de 3 buts à 1. C'est la troisième Coupe de France remportée par le club monégasque.

## Résultats

### Trente-deuxièmes de finale
Les 32es de finale sont disputés sur terrains neutres.
| Division        | Club                         | Score               | Club                      | Division        | Lieu             |
| --------------- | ---------------------------- | ------------------- | ------------------------- | --------------- | ---------------- |
| Division 1 (D1) | US Valenciennes-Anzin        | 1 - 1 a.p., 4-3 tab | Limoges FC                | Division 2 (D2) | Poitiers         |
| Division 2 (D2) | Montpellier PSC              | 4 - 1               | INF Vichy                 | Division 3 (D3) | Roanne           |
| Division 2 (D2) | FC Mulhouse 1893             | 2 - 0               | ASP Vauban Strasbourg     | Division 3 (D3) | Haguenau         |
| Division 3 (D3) | US Montagnarde               | 1 - 0               | Angers SCO                | Division 1 (D1) | Lorient          |
| Division 2 (D2) | EA Guingamp                  | 2 - 0               | Véloce vannetais          | Division 4 (D4) | Quimper          |
| Division 2 (D2) | US Orléans                   | 2 - 1               | US Noeux-les-Mines        | Division 2 (D2) | Lisieux          |
| Division 3 (D3) | CS Fontainebleau             | 2 - 1               | Stade brestois            | Division 1 (D1) | Saint-Ouen       |
| Division 2 (D2) | AS Cannes                    | 1 - 1 a.p., 4-2 tab | Olympique de Marseille    | Division 1 (D1) | Nice             |
| Division 2 (D2) | Stade quimpérois             | 5 - 1               | UES Montmorillon          | Division 2 (D2) | La Roche-sur-Yon |
| Division 2 (D2) | AS Angoulême                 | 0 - 0 a.p., 4-2 tab | Olympique lyonnais        | Division 1 (D1) | Périgueux        |
| Division 1 (D1) | FC Sochaux-Montbéliard       | 2 - 1               | La Sportive Thionvilloise | Division 2 (D2) | Metz             |
| Division 2 (D2) | AJ Auxerre                   | 2 - 1               | AS Libourne               | Division 3 (D3) | La Rochelle      |
| Division 1 (D1) | RC Lens                      | 0 - 0 a.p., 6-5 tab | SC Abbeville              | Division 3 (D3) | Amiens           |
| Division 2 (D2) | Le Havre AC                  | 2 - 1               | FC Girondins de Bordeaux  | Division 1 (D1) | Rouen            |
| Division 2 (D2) | Olympique avignonnais        | 1 - 1 a.p., 6-5 tab | NO Grenoble               | DH (D5)         | Annecy           |
| Division 2 (D2) | RCFC Besançon                | 1 - 0               | AS Nancy-Lorraine         | Division 1 (D1) | Mulhouse         |
| Division 3 (D3) | Calais RUFC                  | 1 - 0               | US Dunkerque              | Division 2 (D2) | Boulogne-sur-Mer |
| Division 1 (D1) | Lille OSC                    | 3 - 0               | GFC Ajaccio               | Division 2 (D2) | Bastia           |
| Division 2 (D2) | FC Martigues                 | 1 - 0               | SEC Bastia                | Division 1 (D1) | Gardanne         |
| Division 1 (D1) | FC Metz                      | 2 - 0               | Entente Chaumont AC       | Division 2 (D2) | Troyes           |
| Division 1 (D1) | RC Strasbourg                | 4 - 0               | EDS Montluçon             | Division 2 (D2) | Clermont-Ferrand |
| Division 1 (D1) | AS Saint-Étienne             | 4 - 0               | AS Saint-Médard-en-Jalles | Division 4 (D4) | Bordeaux         |
| Division 2 (D2) | FC Rouen                     | 2 - 0               | LB Châteauroux            | Division 2 (D2) | Nevers           |
| Division 2 (D2) | Stade rennais FC             | 2 - 0               | Stade lavallois           | Division 1 (D1) | Saint-Brieuc     |
| Division 2 (D2) | Stade de Reims               | 2 - 0               | RC France                 | Division 3 (D3) | Meaux            |
| Division 1 (D1) | Paris Saint-Germain FC       | 2 - 0               | AS Creil                  | Division 3 (D3) | Montataire       |
| Division 2 (D2) | Paris FC                     | 2 - 1 a.p.          | ASM Belfort               | Division 3 (D3) | Chalon-sur-Saône |
| Division 1 (D1) | Nîmes Olympique              | 5 - 1               | Toulouse FC               | Division 2 (D2) | Carcassonne      |
| Division 1 (D1) | OGC Nice                     | 1 - 0               | FC Valence                | Division 4 (D4) | Pont-de-Chéruy   |
| Division 1 (D1) | FC Nantes                    | 4 - 1               | FC Tours                  | Division 2 (D2) | Paris            |
| Division 1 (D1) | AS Monaco FC                 | 3 - 1               | AS Béziers                | Division 2 (D2) | Montpellier      |
| Division 2 (D2) | Olympique d'Alès-en-Cévennes | 3 - 2 a.p.          | SC Toulon                 | Division 2 (D2) | Martigues        |

### Seizièmes de finale
| Division        | Club                         | Aller | Total | Retour | Club                   | Division        |
| --------------- | ---------------------------- | ----- | ----- | ------ | ---------------------- | --------------- |
| Division 1 (D1) | Lille OSC                    | 1 - 0 | 3 - 1 | 2 - 1  | FC Nantes              | Division 1 (D1) |
| Division 1 (D1) | Paris Saint-Germain FC       | 0 - 2 | 1 - 3 | 1 - 1  | RC Lens                | Division 1 (D1) |
| Division 1 (D1) | Nîmes Olympique              | 1 - 1 | 1 - 2 | 0 - 1  | FC Sochaux-Montbéliard | Division 1 (D1) |
| Division 1 (D1) | OGC Nice                     | 2 - 0 | 2 - 1 | 0 - 1  | RC Strasbourg          | Division 1 (D1) |
| Division 2 (D2) | EA Guingamp                  | 1 - 2 | 1 - 4 | 0 - 2  | US Valenciennes-Anzin  | Division 1 (D1) |
| Division 2 (D2) | FC Martigues                 | 1 - 3 | 3 - 8 | 2 - 5  | AS Monaco FC           | Division 1 (D1) |
| Division 2 (D2) | FC Rouen                     | 0 - 4 | 2 - 8 | 2 - 4  | AS Saint-Étienne       | Division 1 (D1) |
| Division 3 (D3) | CS Fontainebleau             | 0 - 0 | 1 - 2 | 1 - 2  | FC Metz                | Division 1 (D1) |
| Division 2 (D2) | Stade quimpérois             | 1 - 2 | 1 - 4 | 0 - 2  | Paris FC               | Division 2 (D2) |
| Division 2 (D2) | Olympique d'Alès-en-Cévennes | 0 - 1 | 0 - 5 | 0 - 4  | Stade de Reims         | Division 2 (D2) |
| Division 2 (D2) | Montpellier PSC              | 4 - 0 | 6 - 3 | 2 - 3  | FC Mulhouse 1893       | Division 2 (D2) |
| Division 2 (D2) | Olympique avignonnais        | 0 - 0 | 0 - 1 | 0 - 1  | AS Angoulême           | Division 2 (D2) |
| Division 2 (D2) | AS Cannes                    | 1 - 1 | 1 - 2 | 0 - 1  | RCFC Besançon          | Division 2 (D2) |
| Division 2 (D2) | Stade rennais FC             | 0 - 0 | 2 - 2 | 2 - 2  | Le Havre AC            | Division 2 (D2) |
| Division 2 (D2) | AJ Auxerre                   | 1 - 0 | 6 - 1 | 5 - 1  | Calais RUFC            | Division 3 (D3) |
| Division 2 (D2) | US Orléans                   | 3 - 0 | 6 - 0 | 3 - 0  | US Montagnarde         | Division 3 (D3) |

### Huitièmes de finale
| Division        | Club                  | Aller | Total | Retour | Club                   | Division        |
| --------------- | --------------------- | ----- | ----- | ------ | ---------------------- | --------------- |
| Division 1 (D1) | US Valenciennes-Anzin | 2 - 0 | 2 - 3 | 0 - 3  | FC Sochaux-Montbéliard | Division 1 (D1) |
| Division 1 (D1) | AS Saint-Étienne      | 4 - 1 | 6 - 3 | 2 - 2  | OGC Nice               | Division 1 (D1) |
| Division 1 (D1) | AS Monaco FC          | 4 - 0 | 4 - 2 | 0 - 2  | Lille OSC              | Division 1 (D1) |
| Division 1 (D1) | RC Lens               | 5 - 4 | 5 - 6 | 0 - 2  | Montpellier PSC        | Division 2 (D2) |
| Division 1 (D1) | FC Metz               | 2 - 2 | 2 - 3 | 0 - 1  | AJ Auxerre             | Division 2 (D2) |
| Division 2 (D2) | Stade rennais FC      | 2 - 0 | 2 - 4 | 0 - 4  | Paris FC               | Division 2 (D2) |
| Division 2 (D2) | AS Angoulême          | 2 - 0 | 2 - 1 | 0 - 1  | Stade de Reims         | Division 2 (D2) |
| Division 2 (D2) | US Orléans            | 1 - 0 | 3 - 1 | 2 - 1  | RCFC Besançon          | Division 2 (D2) |

### Quarts de finale
| Division        | Club                   | Aller | Total | Retour              | Club             | Division        |
| --------------- | ---------------------- | ----- | ----- | ------------------- | ---------------- | --------------- |
| Division 1 (D1) | FC Sochaux-Montbéliard | 1 - 0 | 1 - 1 | 0 - 1 a.p., 4-5 tab | AS Monaco FC     | Division 1 (D1) |
| Division 2 (D2) | Montpellier PSC        | 0 - 0 | 1 - 1 | 1 - 1               | AS Saint-Étienne | Division 1 (D1) |
| Division 2 (D2) | AS Angoulême           | 2 - 0 | 3 - 5 | 1 - 5               | US Orléans       | Division 2 (D2) |
| Division 2 (D2) | Paris FC               | 1 - 1 | 3 - 1 | 2 - 0               | AJ Auxerre       | Division 2 (D2) |

### Demi-finales
L'AS Monaco reste le seul club de D1 à ce stade de la compétition.
| Division        | Club         | Aller | Total | Retour | Club            | Division        |
| --------------- | ------------ | ----- | ----- | ------ | --------------- | --------------- |
| Division 1 (D1) | AS Monaco FC | 2 - 1 | 6 - 3 | 4 - 2  | Montpellier PSC | Division 2 (D2) |
| Division 2 (D2) | US Orléans   | 3 - 1 | 4 - 3 | 1 - 2  | Paris FC        | Division 2 (D2) |

### Finale
| Entraîneur :  |
| Gérard Banide |

| Entraîneur : |
| Jacky Lemée  |

| Entraîneur :  |
| Gérard Banide |

| Entraîneur : |
| Jacky Lemée  |